# Ursula Sieg
Ursula Sieg (n. 1937) este o actriță germană. Debutul l-a avut în filmul Grabenplatz 17 regizat de Erich Engels. Între anii 1960 și 1970 a jucat printre altele în filmele: Das Schloss, Ein Sarg für Mr Holloway, Charleys Tante, Polizeifunk ruft sau Tatort. Ea a fost și voce în filme sincronizate.

## Activitate
Filme cinema și filme TV
- 2000: Alphateam - Die Lebensretter im OP: Abgründe
- 2000: Feudelfeuer
- 1997: Natalie - Die Hölle nach dem Babystrich
- 1996: Männer sind was Wunderbares (TV)
- 1987: Der Landarzt: Unterlassene Hilfeleistung
- 1985: Die Schwarzwaldklinik: Die Heimkehr
- 1984: Tiere und Menschen (TV)
- 1982: Es muss nicht immer Mord sein (TV)
- 1982: Die Fischer von Moorhövd (TV)
- 1976: Ein Fall für Stein: Recherchen zu einem Urteil
- 1974: Tatort: Gift
- 1974: Tatort: Nachtfrost
- 1971: Ich werde dich töten, Wolf
- 1969: Ich nicht
- 1968: Polizeifunk ruft: Südfrüchte
- 1965: Die fünfte Kolonne: Zwielicht
- 1962: Das Schloss
- 1958: Grabenplatz 17

Voce sincron
- Miriam Margoyles: Mord im Pfarrhaus
- Rue McClanahan: Golden Girls (TV)
- Rue McClanahan: Golden Palace (TV)
- Rue McClanahan: Columbo: Das Aschenpuzzle
- Betsy Palmer: Freitag der 13. Teil II – Jason kehrt zurück
- Linda Bassett: Sinn und Sinnlichkeit (serial)
- Dame Judi Dench: Elizabeth Gaskell's Cranford
- Doris Roberts: Die einzig wahre Liebe
- Doris von Caeneghem: Dunkle Wasser (serial)

CD Audio
- Bob der Baumeister: ca Frau Breitenbach
- TKKG: Das Paket mit dem Totenkopf (4) ca Frau Carsten
- TKKG: Auf der Spur der Vogeljäger (8) ca Fräulein Obermüller
- TKKG: Der Schlangenmensch (14) ca Melanie
- TKKG: Die Doppelgängerin (17) ca Dettl
- TKKG: Das Geheimnis der chinesischen Vase (20) ca Frau Eichberg
- TKKG: Feind aus der Vergangenheit (89) ca Frau Carsten
- TKKG: Lösegeld für einen Irrtum (107) ca Susanne Carsten
- TKKG: Bei Anruf Angst (120) ca Gerda Jahn
- Fünf Freunde: alle Folgen ca Tante Fanny
- Die drei ???: Die Spur des Raben (75) ca Nora Sethons